# Камполаттаро
Камполаттаро (итал. Campolattaro) — коммуна в Италии, располагается в регионе Кампания, в провинции Беневенто.
Население составляет 1101 человек (2008 г.), плотность населения составляет 63 чел./км². Занимает площадь 18 км². Почтовый индекс — 82020. Телефонный код — 0824.
Покровителем коммуны почитается святой Себастьян, празднование 20 января.

## Демография
Динамика населения:

## Администрация коммуны
- Официальный сайт: https://web.archive.org/web/20090201175216/http://campolattaro.asmenet.it/